# 2011年全国乒乓球锦标赛
2011年全国乒乓球锦标赛為中国國內最高級別的乒乓球比賽。本屆賽事於2011年10月5日至13日在中国江苏省张家港市舉行 。

## 項目獎牌榜
以下為各項目的優勝者及其所屬隊伍名單：
| 項目     | 金牌           | 银牌          | 铜牌               |
| 男子單打 | 马龙（北京）   | 马琳（广东）  | 王皓（解放军）     |
| 男子單打 | 马龙（北京）   | 马琳（广东）  | 张继科（山东鲁能） |
| 女子單打 | 劉詩雯（广东） | 丁寧（北京）  | 李晓霞（山东）     |
| 女子單打 | 劉詩雯（广东） | 丁寧（北京）  | 郭焱（北京）       |
| 男子雙打 | 马琳 王皓      | 王励勤 许昕   | 陈玘 / 闫安        |
| 男子雙打 | 马琳 王皓      | 王励勤 许昕   | 郝帅 李平          |
| 女子雙打 | 郭焱 郭跃      | 劉詩雯 常晨晨 | 赵岩 李佳燚        |
| 女子雙打 | 郭焱 郭跃      | 劉詩雯 常晨晨 | 陈梦 顾玉婷        |
| 混合雙打 | 张超 曹臻      | 许昕 木子     | 方博 顾玉婷        |
| 混合雙打 | 张超 曹臻      | 许昕 木子     | 崔庆磊 王璇        |
| 男子團體 | 北京           | 上海          | 解放军             |
| 女子團體 | 山东           | 北京          | 辽宁               |